# Yiğit
Yiğit  è un nome proprio di persona turco maschile.

## Origine e diffusione
Il nome riprende un termine che in lingua turca significa "coraggioso" o "eroe".
Nel 2016, risultò il 17° nome più diffuso in Turchia.

## Onomastico
Il nome è adespota, quindi l'onomastico cade il 1º novembre, giorno di Ognissanti.

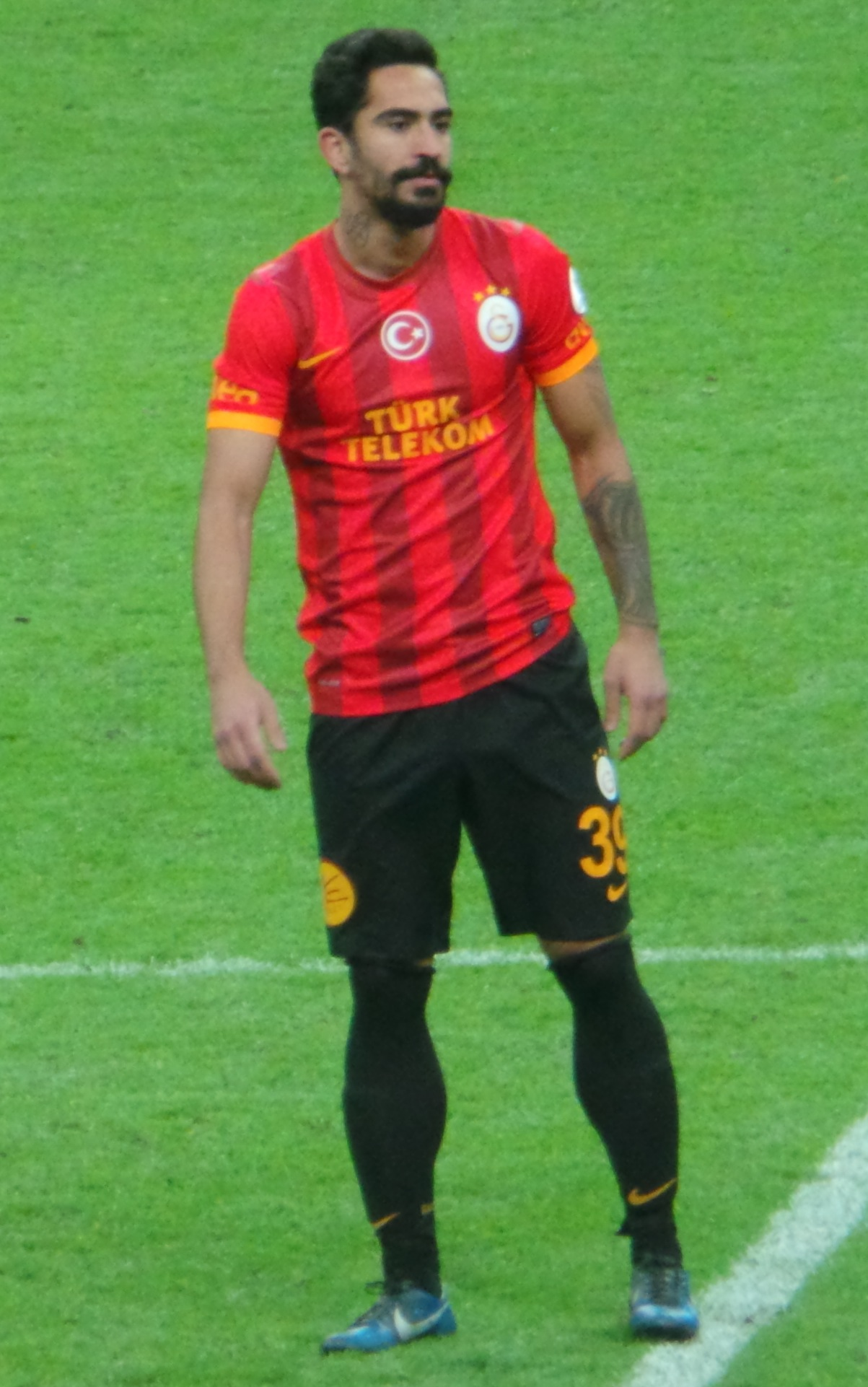
Yiğit Gökoğlan

## Persone
- Yiğit Arslan, cestista turco
- Yiğit Gökoğlan, calciatore turco
- Yiğit Gülmezoğlu, pallavolista turco